# Vadnay Andor
Vadnay Andor (Zánka, 1859. március 5. – Szentes, 1901. május 4.) Csongrád vármegye főispánja, országgyűlési képviselő.

## Élete
Középiskolai tanulmányait Pápán a református kollegiumban végezte. Jogi ismereteit a budapesti egyetemen szerezte. 1882-ben Kecskemét megválasztotta országgyűlési képviselőnek antiszemita programmal, 1884-ben pedig a tapolcai kerület képviselője lett. 1894. március 14-én kinevezték Csongrád vármegye főispánjává. Istóczy Győző antiszemita propagandáját is támogatta.
A közigazgatási kérdésekről számos cikket írt, különösen a Budapesti Hírlapba. Írt az Istóczy Tizenkét röpiratába is antiszemita cikket, amiért sajtópere is volt.

## Munkája
- A Tiszamellékről: Tanulmány az alföldi munkáskérdésről. Budapest: Rákosi Jenő Budapesti Hirlap Ujságvállalata. 1900.  - e-Könyvtár Szentes